# Ercole Bernabei

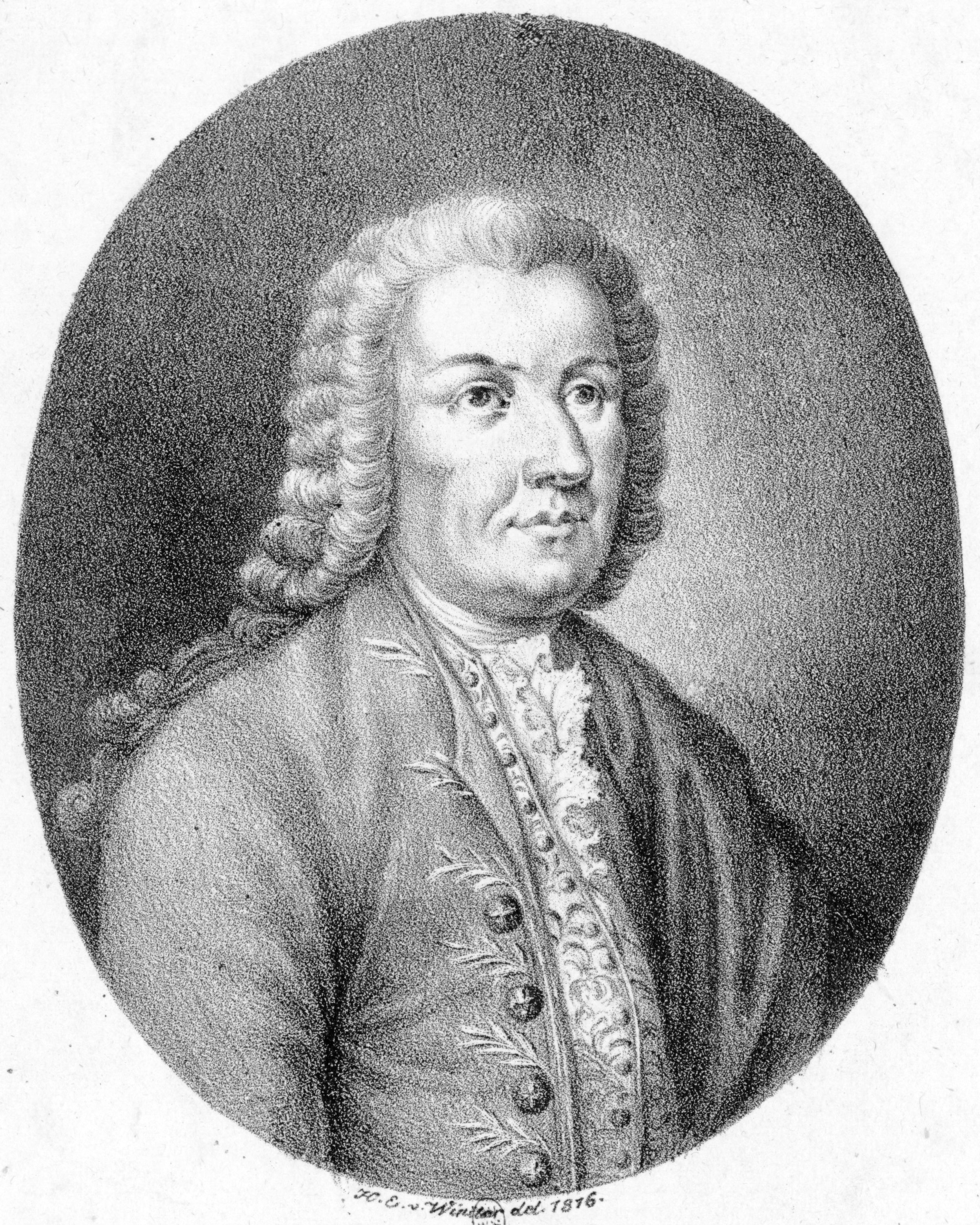
Ercole Bernabei

Ercole Bernabei (Caprarola, 1622 – Munich, 5 de diciembre de 1687) fue un compositor, maestro de capilla y organista italiano.

## Biografía
Bernabei nació en Caprarola y se convirtió en discípulo de Orazio Benevoli en Roma. A partir de 1653 trabajó como organista en San Luigi dei Francesi como sucesor de Luigi Rossi, para ser nombrado en julio de 1665 maestro de capilla en la Archibasílica de San Juan de Letrán. Regresó brevemente a San Luigi como maestro de capilla y entre 1672 y 1674 ocupó ese mismo puesto en la Cappella Giulia en la Basílica de San Pedro, gracias a la protección de la Reina Cristina de Suecia. 
En julio de 1674, Bernabei y su discípulo Agostino Steffani se trasladaron a Munich, donde sucedieron a Johann Caspar von Kerll como "Hofkapellmeister" (Maestro de Capilla de la Corte) de Fernando María duque de Baviera y elector del Sacro Imperio Romano-Germánico. Su hijo, Giuseppe Antonio Bernabei, trabajó a partir de 1677 como vice-maestro de capilla bajo su padre y a su fallecimiento le sucedió como maestro de capilla. 
En realidad, no terminaba de estar contento en Munich y tenía previsto regresar a Italia. Pero falleció en Munich el 5 de diciembre de 1687.

## Obras
- La conquista del vello d'oro in Colco (libreto de D. Gisberti, 1674, Monaco)
- I portenti dell'indole generosa, ovvero Enrico terzo imperatore, duca di Baviera (libreto of D. Gisberti, 1675, Monaco)
- Il litigio del cielo e della terra (libreto of V. Terzago, 1680, Monaco)
- Erote ed Anderote (booklet of V. Terzago, 1686, Monaco)

### Música profana
- Concerto madrigalesco a tre voci diverse (3 voices and continuo) (Rome, 1669)
- cantatas for soprano and continuo (manuscrito)

### Música sacra
- Sacrae modulationes op. 2 (5 voces, 2 violines y continuo) (Munich 1691)
- 2 Misas para 16 voces en 4 choros
- 23 obras diversas (motetes, himnos, antífonas, 4-8 voces)

## Sobre sus obras
En sus años romanos, Bernabei compuso sobre todo música sacra en el estilo antiguo, pero demostró ser un compositor polifacético adaptándose a formas más modernas de componer. Escribió numerosas obras en estilo concertante para algunas voces y bajo continuo, y también en estilo policoral, bajo la influencia de su maestro Benevoli.
Por su intensa actividad como maestro de capilla, resultó ser menos activo en composiciones de música profana. Se conoce especialmente su Conciert de Madrid (1669), una colección de 15 madrigales dedicada al príncipe Flavio Orsini, duque de Bracciano, que su alumno Steffani tendrá como modelo para alguna de sus obras. No se sabe nada de su música operística, pues sus obras escenificadas escritas en Munich se han perdido.